# Doug Gilbert
Douglas Gilbert Jr., noto come Doug Gilbert (Lexington, 5 febbraio 1969) è un wrestler statunitense.
Fratello del celebre "Hot Stuff" Eddie Gilbert, è principalmente noto per la sua militanza in federazioni del circuito indipendente del Sud degli Stati Uniti e nella Extreme Championship Wrestling, oltre che in Giappone.

## Carriera
Doug Gilbert esordì nel 1986 nella Continental Wrestling Association all'età di diciassette anni. Nel 1987 lottò nella Jim Crockett Promotions come wrestler mascherato con il nome Enforcer. Nel 1988, si spostò nella Continental Wrestling Federation, dove adottò il ring name Nightmare Freddie, e sempre come lottatore mascherato aiutò Nightmare Ken Wayne nella sua rivalità con Nightmare Danny Davis. Nel marzo 1989, lottò per qualche periodo nella World Championship Wrestling, dove rimase fino all'ottobre seguente. Nel dicembre 1989 Gilbert vinse il suo primo titolo, l'ICW Tag Team Championship insieme a Dennis Condrey. Nel marzo 1990, lasciò la ICW e i titoli Tag Team furono resi vacanti.
Al suo ritorno a Memphis, Gilbert vinse lo USWA World Tag Team Championship con Tony Anthony, prima di accasarsi nel 1992 alla Global Wrestling Federation. Durante la sua permanenza nella GWF, indossò una maschera e lottò con l'identità di The Dark Patriot, la nemesi "malvagia" del beniamino locale The Patriot, con il quale ebbe una rivalità, oltre a vincere il titolo GWF North American Heavyweight Championship nel gennaio 1992.
Nel settembre 1992 effettuò un tour in Giappone per la Wrestling International New Generations, dove lottò con il ring name Freddy Krueger. Nel 1993 tornò nella USWA, dividendosi tra USWA e giapponese W*ING. In agosto, conquistò il W*ING World Tag Team Championship in coppia con Leatherface. Come The Dark Patriot lottò anche nella Eastern Championship Wrestling, vincendo l'ECW World Tag Team Championship insieme a suo fratello Eddie. Quando il fratello ebbe un diverbio con Tod Gordon, Gilbert lasciò la ECW. Dopo aver abbandonato la W*ING, Doug Gilbert tornò nella USWA come The Dark Patriot ed ebbe un feud con Brian Christopher, durante il quale Christopher gli tolse la maschera rivelando la sua identità. Tra il febbraio 1994 e il maggio 1995, si disputò il titolo USWA Southern Heavyweight Championship con Christopher.
Nell'agosto 1994 fece ritorno in Giapponeper lottare nella International Wrestling Association of Japan, nuovamente come Freddy Krueger. Nella USWA fece coppia con Tommy Rich, con il quale riuscì a vincere le cinture USWA World Tag Team per quattro volte nell'arco di un anno. Nel gennaio 1996, Gilbert vinse una battle royal organizzata dalla USWA con in palio un posto nel Royal Rumble match della World Wrestling Federation. Entrò sul ring con il numero 14, e fu poi eliminato da Vader.
Nel 1996 Gilbert cominciò a lottare in altre promozioni come la IWA Mid-South (dove conquistò l'Heavyweight Championship nell'aprile 1997), la North American All-Star Wrestling, la Catch Wrestling Association europea e la Ohio Valley Wrestling. Nel 1998 egli vinse l'IWA World Heavyweight Championship a Tokio in Giappone, e per due volte l'NWA National Heavyweight Championship. L'anno seguente, lavorò a Memphis nella Power Pro Wrestling, dove rispolverò la rivalità con Brian Christopher, ma fu licenziato poco tempo dopo per motivi disciplinari. Nel 2000 vinse il titolo NWA Mississippi Heavyweight Championship; poi non conquistò più nessuna altra cintura fino al 2018 quando sconfisse Bam Bam Bundy a Jackson, Tennessee, vincendo lo USA Heavyweight Championship nella federazione USA Championship Wrestling.

## Titoli e riconoscimenti
- Cauliflower Alley Club
  - Family Award (2011) – con Eddie Gilbert e Tommy Gilbert[6]
- Extreme Championship Wrestling
  - NWA ECW Tag Team Championship (1)[7] – con Eddie Gilbert
  - ECW Tag Team Championship Tournament (1993)  – con Eddie Gilbert
- Global Wrestling Federation
  - GWF North American Heavyweight Championship (1)[8]
- International Championship Wrestling (New England)
  - ICW Tag Team Championship (1) – con Dennis Condrey
- International Wrestling Association of Japan
  - IWA World Heavyweight Championship (1)[9]
- Independent Wrestling Association Mid-South
  - IWA Mid-South Heavyweight Championship (1)[10]
- NWA Mid-South
  - NWA Mid-South Heavyweight Championship (2)[11]
- NWA Mississippi / NWA Battlzeone
  - NWA Mississippi Heavyweight Championship (1)[12]
- NWA New Jersey
  - NWA National Heavyweight Championship (2)
  - NWA United States Tag Team Championship (1)[13] – con Buddy Landel
- Music City Wrestling
  - MCW North American Tag Team Championship (1) - con J.C. Ice
- United States Wrestling Association
  - USWA Heavyweight Championship (5)
  - USWA World Tag Team Championship (6)[14] – con Tony Anthony (2), e Tommy Rich (4)
- USA Championship Wrestling
  - USA Heavyweight Championship (1)